# 李貴鮮
李 貴鮮（り きせん、リー・グオイシエン、Li Guixian, 1937年8月 - ）は、中華人民共和国の政府当局者、元中国人民銀行行長
・第12～16回中国共産党中央委員会委員である。

## 略歴
- 1937年 - 満州国奉天省蓋平県で生まれる
- 1962年 - 中国共産党に入党
- 1985年 - 中共遼寧省委員会書記に就任
- 1986年 - 中共安徽省委員会書記に就任
- 1988年 - 中国人民銀行行長に就任（1993年まで）
- 1993年 - 国務委員に就任
- 1994年 - 国家行政学院院長に就任
- 1998年 - 全国政協副主席に就任